# Буняк, Владимир Сергеевич
Влади́мир Серге́евич Буняк (род. 10 апреля 1958, Здолбунов, Ровненская область) — советский футболист, защитник.
Начинал играть во второй лиге в 1976 году за «Авангард» Ровно. В 1977—1981 годах играл во второй лиге за львовский СКА, а в 1982—1989 годах в первой лиге — после объединения с «Карпатами» — за СКА «Карпаты». Провёл за львовский клуб в первенстве 436 игр, забил 14 голов. Завершил карьеру в 1990 году в команде второй лиги СФК «Дрогобыч».